# Kováts László (politikus, 1913–2000)
Kováts László (Budapest, 1913. december 13. - Budapest, 2000. augusztus 19.) a Független Kisgazdapárt és a Demokrata Néppárt országgyűlési képviselője.

## Élete

### Ifjúkora és közszereplővé válása
A gazdálkodó Kováts István és Szabó Terézia legidősebb gyermeke, később három öccse született. Római katolikus vallásban nevelkedett. Elemi iskoláját a Komárom vármegyei Szákon végezte, majd a  tatai piarista gimnáziumban érettségizett le 1931-ben. A  Magyar Királyi József Műegyetem Mezőgazdasági Karán tanult, ahol 1935-ben mezőgazdasági mérnöki oklevelet szerzett. 1938-ban pedig elvégezte a kereskedelmi akadémia erdészeti tanfolyamát. Dolgozott a Hatvani cukorgyárban, a Magyar Királyi Külkereskedelmi Hivatalnál, majd 1945-ig ismét visszatért a cukoriparba és a Magyar Cukoripari Rt.-nél helyezkedett el.
Már az egyetemista évei alatt szerepet vállalt közéleti, nagyobb közösségi szervezetekben. Belépett a Foederatio Emericanába. 1937-től 1945-ös megszűnéséig tagja volt az Országos Magyar Gazdasági Egyesületnek. 1938-ban pedig belépett a Független Kisgazdapártba, és a Nógrád vármegyei szervezet főtitkára lett. 1942. március 15-én részt vett a Petőfi szobornál szervezett antifasiszta tüntetésen. Ugyanebben az évben behívták katonai szolgálatra a keleti frontra, ahol súlyosan megsérült. (Felgyógyulása után leszerelték.)
1945 és 1950 között a szügyi egyházközségi képviselő-testület világi elnöke.

### Politikai pályája a koalíciós időszakban
A második világháború után gazdálkodni kezdett, valamint hozzákezdett az FKGP nógrádi újjászervezéséhez. Az 1945. november 4-i nemzetgyűlési választáson Heves és Nógrád-Hont vármegyei választókerületből bejutott az Országgyűlésbe. 1946 tavaszán azonban a Baloldali Blokk nyomására több társával együtt kizárták a kisgazdapártból. A Sulyok-féle Magyar Szabadság Párthoz csatlakozott, de a frakcióba nem lépett be. 1946 novemberében elhagyta az MSZP-t, mert meglátása szerint a párt nem foglalkozott eléggé a paraszti tömegek helyzetével. Rövid időre visszalépett az FKGP-be, de pár hónap múlva, amikor Kovács Bélát koholt vádak alapján letartóztatták, végleg elhagyta a közösséget. 1947 nyarán a Demokrata Néppárt megyei szervezője lett és az augusztusi országgyűlési választásokon a párt megyei listájáról képviselőnek választották.

### A diktatúra idején
Mandátumának megszűnése után visszatért a gazdálkodáshoz. 1950 januárjában azonban "közellátást veszélyeztető bűntett" vádjával 6 hónapos szabadságvesztésre ítélte a Balassagyarmati Járási Bíróság. Börtönbüntetése idején családját kitelepítették, földjét pedig elkobozták. Szabadulása után családjával 1951-ben Visegrádra költözött. Fizikai munka vállalására kényszerült, később azonban már mérnöki munkához is jutott.
Az 1956-os forradalom idején a Független Kisgazdapárt újjászervezésében vett részt, és a párt képviseletében már október 23-án tagja lett a Visegrádi Nemzeti Bizottságnak, majd a Szentendrei Járási Nemzeti Bizottság elnökévé választották. A  forradalom leverése után a megtorlások idején a Szentendrei Járási Bíróság húszhavi börtönbüntetésre ítélte és pénzbírsággal is sújtotta. Végül nyolc hónapot töltött le Baracskán és Mátyáspusztán. Szabadulása után régi munkahelyére, a Pilisi Állami Erdőgazdaságba visszavették, 1975-ben onnan ment nyugdíjba. 1950-től tagja lett az Országos Erdészeti Egyesületnek, 1980-ban pedig megválasztották a Mozgáskorlátozottak Egyesülete időskorúak szaktitkárának. 1970-től a visegrádi egyházközségi képviselő-testület világi elnöke.

### A rendszerváltás idején és azt követően
A rendszerváltás hajnalán alapító tagja lett a Bajcsy-Zsilinszky Endre Baráti Társaságnak. 1988-ban pedig részt vett az FKGP újjászervezésében, '88-89-ben a párt egyik alelnöke volt. Az  első, szabad választáson a párt országos listájáról újra bekerült az Országgyűlésbe. Végig a kormánykoalíciót támogató frakció tagja maradt. Az Emberi jogi, kisebbségi és vallásügyi valamint az Európai Közösségi Ügyek bizottságának tagja lett. 1992-ben megkapta az 1956-os Emlékérmet.